# Франтішек Лінк
Франтішек Лінк (чеськ. František Link; 15 серпня 1906 —  23 вересня 1984) — чехословацький астроном, член-кореспондент Чехословацької АН.
Родився у Брно. У 1929 закінчив університет в Брно. З 1942 — співробітник Астрономічного інституту Чехословацької АН, з 1969 працював в Інституті астрофізики в Парижі.
Займався дослідженнями місячних затемнень, вивчав атмосферу Землі і планет, зв'язки між змінами сонячної активності і клімату Землі протягом всієї її історії. Автор монографії «Місячні затемнення» (1956).
Член Міжнародної академії астронавтики.
Бронзова медаль Чехословацької АН (1966).